# Ireneusz Lorenc
Ireneusz Lorenc (ur. 4 czerwca 1955, zm. 20 grudnia 2013) – polski piłkarz, który występował na pozycji napastnika.

## Życiorys
Wychowanek Górnika Złotoryja. W latach siedemdziesiątych grał również w Zagłębiu Lubin i Śląsku Wrocław. W 1979 został zawodnikiem Motoru Lublin, z którym w sezonie 1979/1980 uzyskał awans do I ligi. W ekstraklasie w barwach lubelskiego zespołu wystąpił w 56 meczach i zdobył 6 bramek. Po 1984 występował na boiskach niemieckich i luksemburskich, a po zakończeniu kariery zawodniczej pracował jako trener piłkarski między innymi w Chrobrym Głogów.
Zmarł w grudniu 2013. Przyczyną śmierci był upadek ze schodów w domu, w którym mieszkał.